# Batalla d'Olustee
La Batalla d'Olustee va ser una confrontació militar lliurada al comtat de Baker, Florida, el 20 de febrer de 1864 dins de la Guerra Civil Nord-americana. La batalla d'Olustee esdevingué la lluita més gran a l'estat de Florida durant la guerra.

## Desenvolupament
El febrer de 1864, el comandant del departament del sud, el General Major Quincy Adams Gillmore va ordenar una expedició a Florida per assegurar els enclavaments de la Unió, per tallar les rutes de subministrament de la Confederació i per reclutar soldats negres. Els homes del General Brigadier Truman Seymour es movien per l'estat, ocupant i alliberant territoris, trobant-se amb poca resistència. El 20 de febrer, els seus 5.500 homes es van acostar a les forces confederades de Joseph Finegan que estaven atrinxerades prop d'Olustee. Una brigada d'infanteria va eliminar les unitats d'avanç de Seymour. Les forces de la Unió van atacar però van ser repel·lides. La línia de la Unió es va trencar i van començar a retirar-se; Finegan no va continuar amb l'atac, possibilitant que gran part de les forces de la Unió poguessin fugir a Jacksonville.

## Resultat
Les baixes de la Unió van ser de 203 morts, 1.152 ferits i 506 desapareguts, donant un total de 1.861 homes. D'altra banda, les pèrdues de la Confederació són considerablement més baixes; 93 morts, 847 ferits, i 6 desapareguts, sumant un total de 946.

## Lloc històric d'Olustee
En l'actualitat, sobre el camp de la batalla d'Olustee s'ubica l'anomenat "Lloc històric del camp de batalla d'Olustee" (Olustee Battlefield Historic Site) que forma part del sistema estatal de parcs de Florida i així mateix de la xarxa de Boscos Nacionals dels Estats Units, localitzats a la Ruta 90.
També es realitza en el lloc històric una recreació anual de la batalla.